# Colombes
Colombes (wymowaⓘ) – miejscowość i gmina we Francji, w regionie Île-de-France, w departamencie Hauts-de-Seine. Przez miejscowość przepływa Sekwana.
Według danych na rok 2012 gminę zamieszkiwały 85 357 osoby, a gęstość zaludnienia wynosiła 10 929 osób/km². Wśród 1287 gmin regionu Île-de-France Colombes plasuje się na 501. miejscu pod względem powierzchni.
Merem Colombes jest Nicole Gouéta z UMP.

Położenie Colombes w ramach aglomeracji paryskiej

## Współpraca
- Frankenthal, Niemcy
- Legnano, Włochy